# لاديسلاف كون
لاديسلاف كون (بالتشيكية: Ladislav Kohn)‏ هو لاعب هوكي الجليد تشيكي، ولد في 4 مارس 1975 في أوهرسكه هراديشتيه في التشيك.

## وصلات خارجية
- لاديسلاف كون على موقع دوري الهوكي الوطني (الإنجليزية)
- لاديسلاف كون على موقع EliteProspects.com (الإنجليزية)
- لاديسلاف كون على موقع Eurohockey.com (الإنجليزية)
- لاديسلاف كون على موقع HockeyDB.com (الإنجليزية)
- لاديسلاف كون على موقع Hockey-Reference.com (الإنجليزية)